# متروی ناما
متروی ناما (ನಮ್ಮ ಮೆಟ್ರೋ) سیستم قطار شهری در شهر بنگلور، هند است.
این مترو که در سال ۲۰۱۱ تأسیس شده، دارای ۲ خط، ۳۰ ایستگاه و ۳۱٫۵ کیلومتر طول می‌باشد.

## نقشه

Timelapse expansion of the Namma Metro network.

## نگارخانه

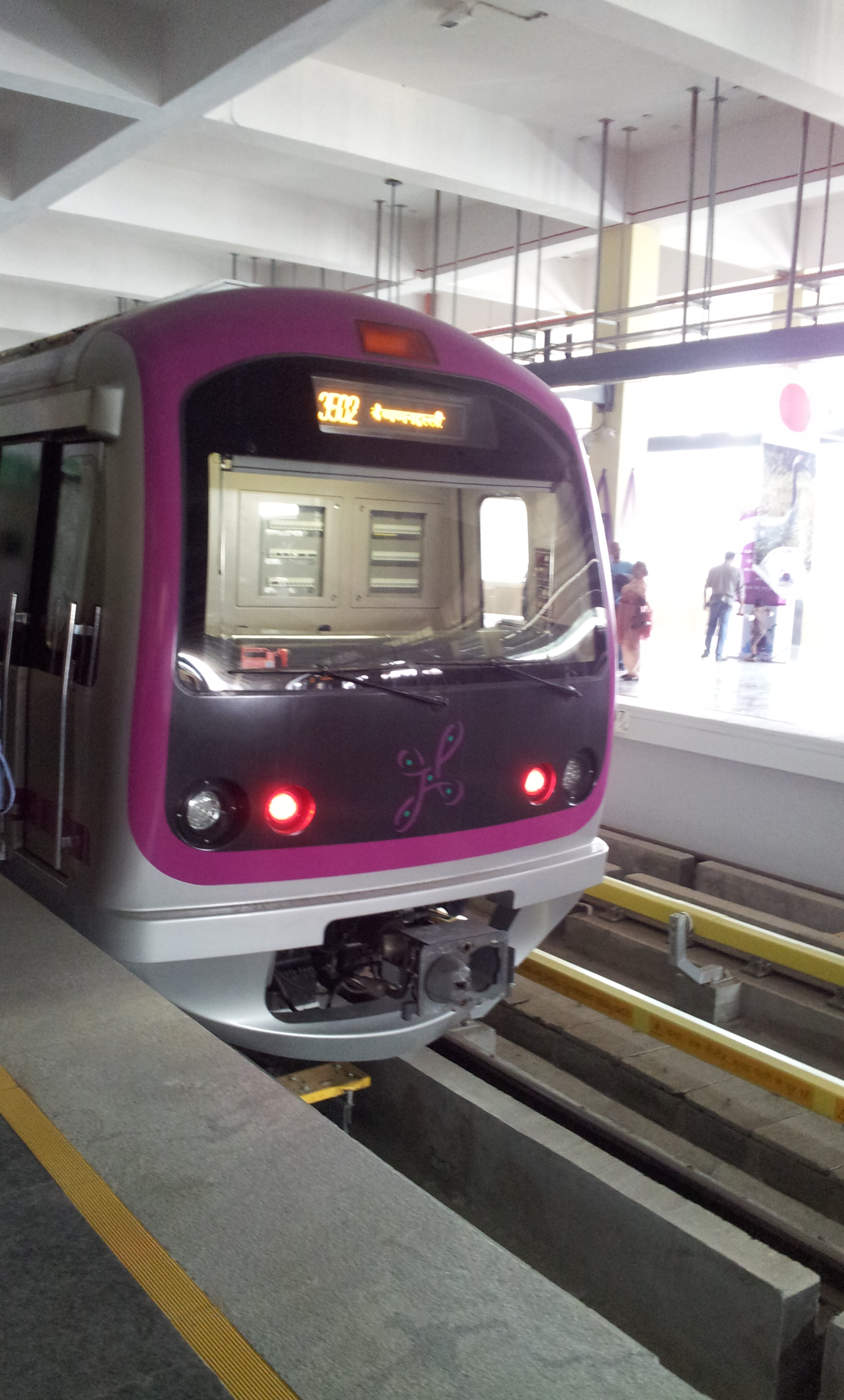
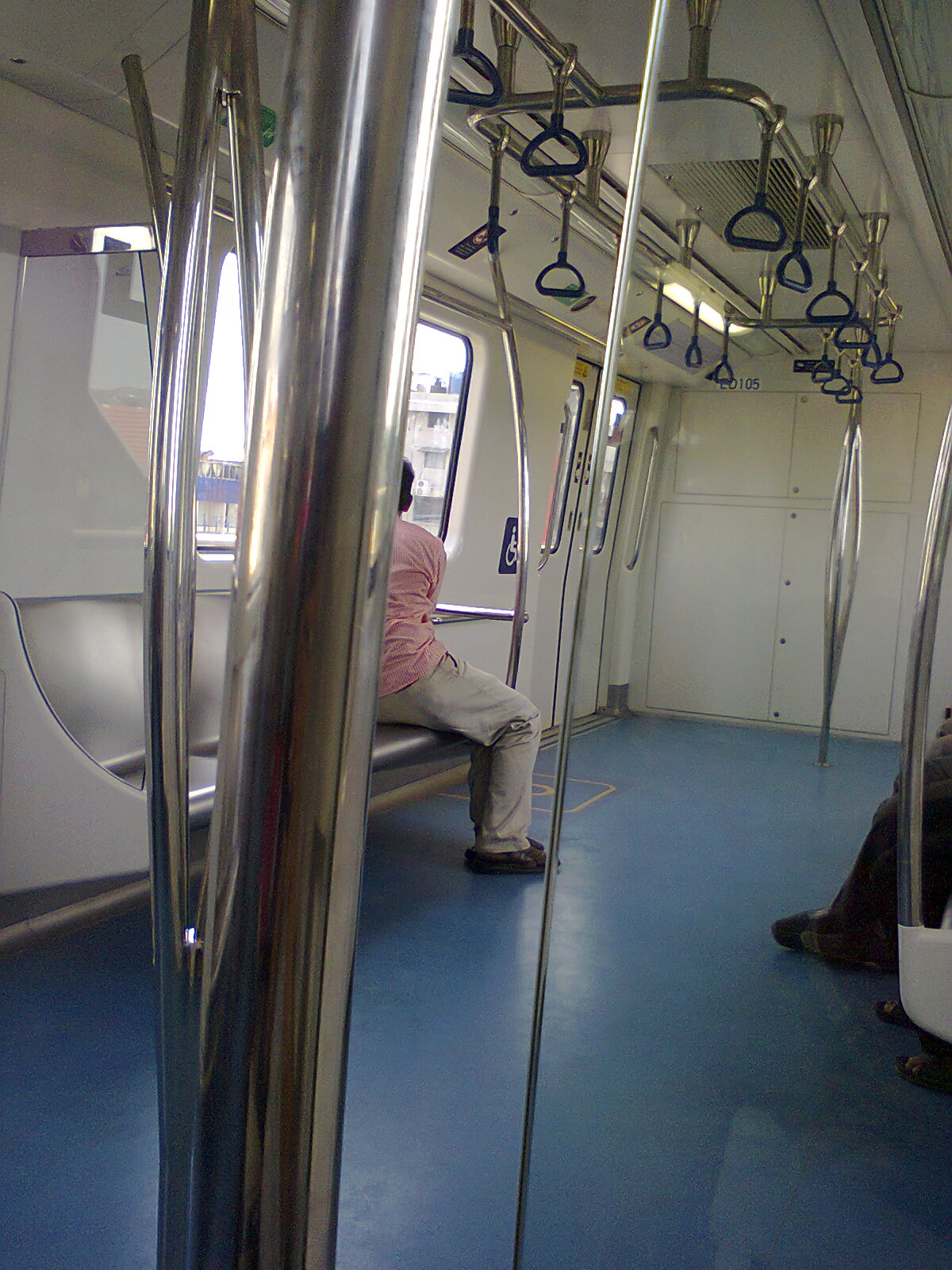
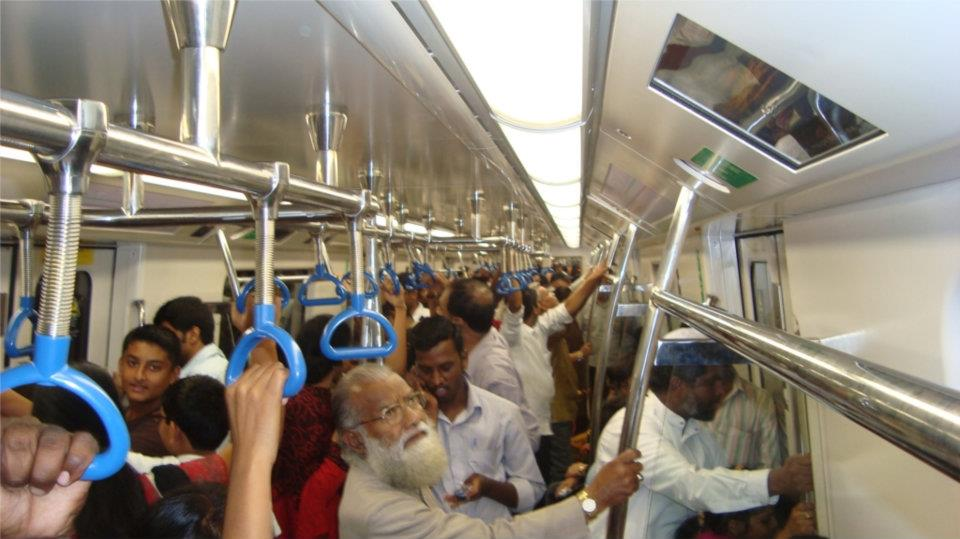
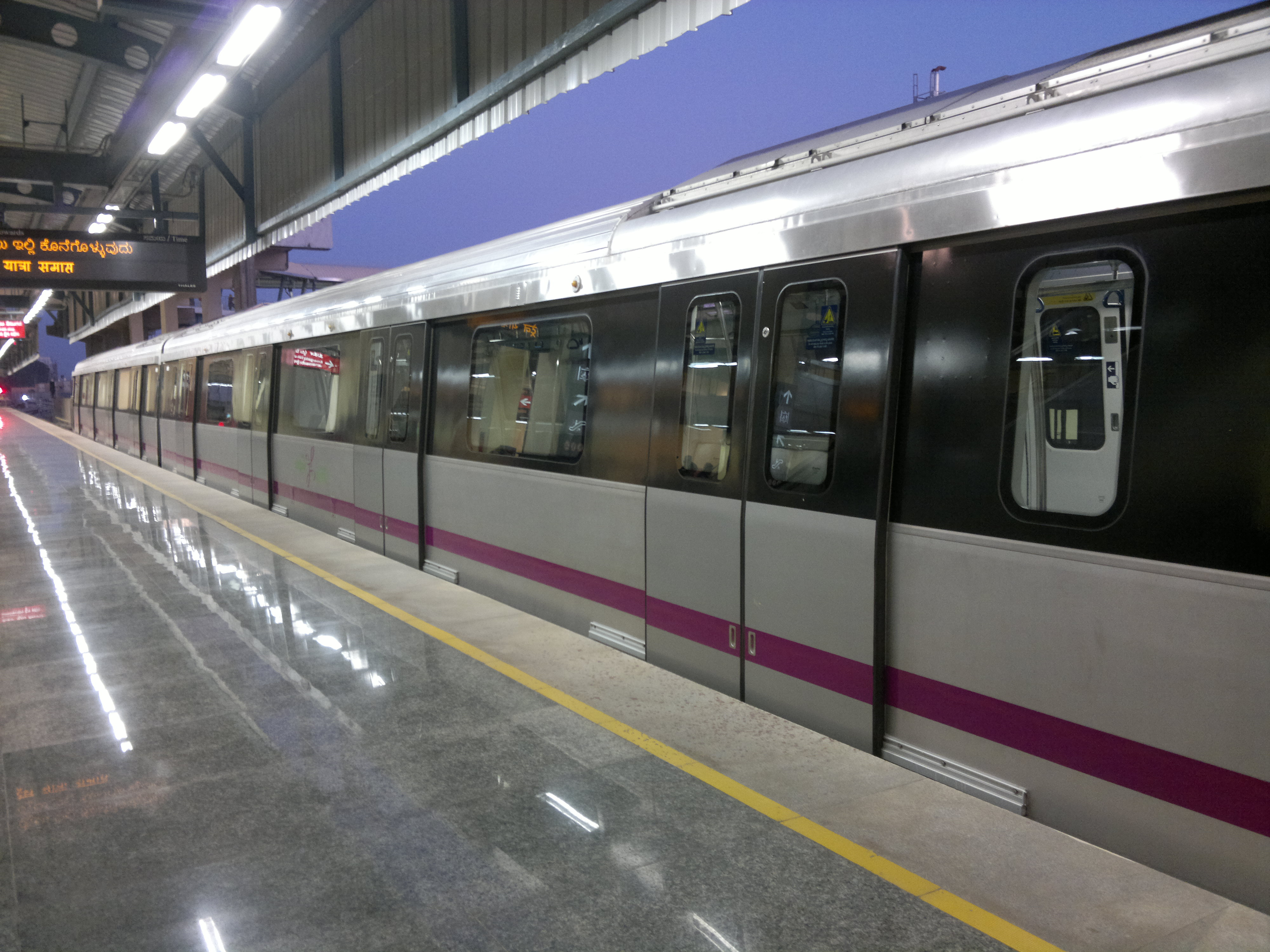